# Mîlușîn, Luțk
Mîlușîn (în ucraineană Милушин, poloneză Miłuszyn) este un sat în comuna Maiakî din raionul Luțk, regiunea Volînia, Ucraina.

## Demografie
Componența lingvistică a localității Mîlușîn
     Ucraineană (98,62%)
     Rusă (1,38%)
Conform recensământului din 2001, majoritatea populației localității Mîlușîn era vorbitoare de ucraineană (98,62%), existând în minoritate și vorbitori de rusă (1,38%).